# Противотанковые заграждения

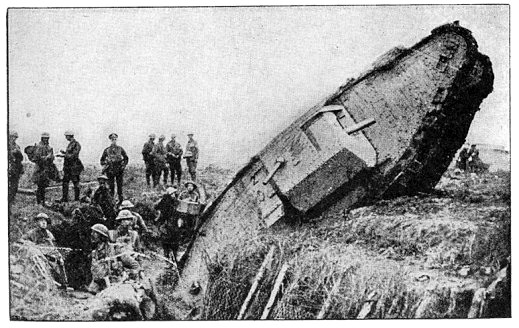
Mark IV, провалившийся в траншею.

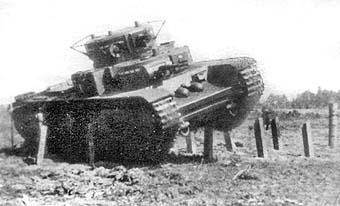
Т-35, насевший на противотанковые надолбы, во время его испытания.

Противотанковые заграждения — инженерные заграждения, предназначенные препятствовать продвижению танковых, механизированных и моторизованных формирований противника.
В качестве противотанковых заграждений используются противотанковые минные поля, группы противотанковых мин, отдельно установленные противотанковые мины и фугасы, минированные и неминированные лесные завалы и завалы в населённых пунктах, баррикады, стенки, воронки, земляные валы, противотанковые рвы, эскарпы, контрэскарпы, ежи, надолбы и тетраэдры, тросовые заграждения, разрушенные участки путепроводов, дорог и мостов

## Виды и типы
К противотанковые заграждениям относятся: 
- Противотанковые надолбы
- Противотанковые ежи
- Противотанковые рвы
- и другие.

Все они обычно являются частью оборонительной линии и совмещены по возможности с минными полями и проволочными заграждениями.